# Bremer Literaturkontor
Das Bremer Literaturkontor e. V. ist eine kulturelle Institution, die sich der Autorenförderung, Literaturvermittlung und der Organisation literarischer Veranstaltungen widmet. Der Verein wird gefördert durch den Bremer Senator für Kultur.

## Geschichte
Der Trägerverein wurde 1983 von Bremer Autoren und Bürgern gegründet – zunächst mit dem Ziel, angehende und etablierte Bremer Autoren beratend, organisatorisch und finanziell bei ihrer Arbeit zu unterstützen. In den vergangenen Jahrzehnten hat sich das Literaturkontor zur zentralen Anlaufstelle für die Bremer Literaturszene entwickelt – sowohl für Bremer Autoren aller Altersstufen und Genres, darüber hinaus aber auch für alle, die am literarischen Leben in Bremen interessiert sind.
Mit dem Literaturhaus Bremen hat sich eine enge inhaltliche Zusammenarbeit entwickelt, u. a. geben beide Bremer Vereine das digitale Literaturmagazin to go heraus.

## Angebote
Das Literaturkontor bietet ein umfangreiches Angebot im Bereich der Nachwuchsförderung, u. a. durch Schreibwerkstätten, Lehraufträge für Kreatives Schreiben an der Universität Bremen, der speziellen Publikationsreihe MiniLit, einer qualitativ hochwertigen im Druck erscheinenden Veröffentlichungsmöglichkeit in Verbindung mit einem intensiven Lektorat, sowie durch Mitwirkung bei der Vergabe des Bremer Autorenstipendiums und den damit verknüpften Preisträgerlesungen in Bremen und in der Bremer Landesvertretung in Berlin.
Bremer Autoren werden bei der öffentlichen Präsentation ihrer Arbeiten unterstützt, u. a. durch die Reihe der Bremer BuchPremieren, aber auch durch verschiedene Workshopangebote mit Abschlusslesungen, durch kleinere literarische Veranstaltungen und durch Pressearbeit.
Das Literaturkontor fungiert als Kooperationspartner bei großen Events mit überregionalen Autoren, z. B. bei der „Literarischen Woche Bremen“, bei „poetry on the road“, der „globale“ und der „LiteraTour Nord“. Das Literaturkontor entwickelt darüber hinaus immer wieder neue Formate, die für Autoren und für das Publikum gleichermaßen interessant sind.
Ein weiterer Schwerpunkt wird gesetzt durch die vielfältigen Kooperationen mit anderen Bremer Kultureinrichtungen – u. a. mit der Stadtbibliothek Bremen, dem Literaturhaus Bremen, dem Institut Français und dem Instituto Cervantes Bremen, den lokalen Kulturzentren, der Bremer Shakespeare Company, dem Theater Bremen sowie speziell mit den Bremer Verlagen, Buchhandlungen und Galerien.

## Vorstand und Geschäftsführung
Ehrenamtliche Vorstandsmitglieder sind:
- Gert Sautermeister, 1. Vorsitzender
- Karen Struve, 2. Vorsitzende
- Annette Freudling
- Jochen Grünwaldt
- Erwin Miedtke

Die Geschäftsführung liegt bei Jens Laloire.

## Veröffentlichung
- Bremer Literaturkontor (Hrsg.): Literaturszene Bremen, Bremerhaven & umzu. Mit einem Vorwort von Helga Trüpel.  Verlag Klaus Kellner, Bremen 1993, ISBN 3-927155-08-X.